# المركز الديمقراطي العربي

## لمحة عن المركز
تأسس المركز الديمقراطى العربى للدراسات الإستراتيجية والسياسية والإقتصادية بجمهورية مصر العربية  في أعقاب سنة 2007،وهو شركة ذات مسئولية محدودة خاضعة لأحكام القانون 159 لسنة81 ،ولائحته التنفيذية تحت رقم1762 لسنة 2007 إستثمار . وبعد سنوات من العمل أسس المركز مقر رئيسي في برلين – ألمانيا .
ويعتبر المركز مؤسسة مستقلة تعمل في إطار البحث العلمى الأكاديمي والتحليلات السياسية والقانونية والإعلامية والأقتصادية حول الشؤون الدولية والإقليمية ذات الصلة بالواقع العربي بصفة خاصة والدولي بصفة عامة .   ويضع المركز في قائمة اولوياته العمل على تمكين  الباحثين  و الإعلاميين و الأقلام الحرة من طرح أرائهم بموضوعية و دون قيود ، إذ يسعى المركز إلى عرض  كافة وجهات النظر  دون مصادرة  تكريسا لديمقراطية ،  فقد إستقى   إسمه  أساس من مبدأ راسخ لدى مؤسسه  هو تكريس الديمقراطية دون شروط .

## مجالات البحث ومواضيع الدّراسات
- الدراسات العربية وهذه الدراسات ستنصرف إلى اتجاهين، الإتجاه الاول هو دراسة قضايا كل دولة عربية على حدة وعلى المستوى الداخلى،ثم دراسات القضايا التي يفرضها نمط العلاقة الثنائية بين كل دولة وأخرى ومدى التفاعل بينهما ومدى تأثير هذه القضايا على العلاقات سلبا أو ايجابا
- الدراسات الدولية وهى تتجه اتجاها واحدا وهو دراسة القضايا التي تنشأ عن نمط العلاقات المتبادلة بين الدول العربية ودول العالم المختلفة،وتستدعى هذه الدراسات تحديد شكل هذه العلاقة ومدى تأثيرها على القضايا المشتركة .
- دراسات الاحداث الجارية فكثير من الاحداث التي تقع في الدول العربية وتكون في حاجة إلى إجراء دراسات وأبحاث واستطلاعات رأى عنها لمعرفة أسبابها ودوافعها والنتائج التي يمكن أن تترتب عليها،وهذا النوع من الدراسات مهم للغاية حيث يساعد صانع القرار في مسوياته المختلفة على اتخاذ القرار السليم .

وينقسم العمل في المركز إلى مجموعة من التخصصات طبقا لمجموعة من الأقسام المتخصصة وهى كالتالى:
1- قسم الدراسات والنظم السياسي .
2- قسم الدراسات والعلاقات الدولية .
3- قسم الدراسات الاقتصادية .
4- قسم الدراسات العسكرية .
5- قسم الدراسات الاعلامية والصحفية .
6- قسم الدراسات الاجتماعية والثقافية .
7- قسم الدراسات الإيرانية .
8- قسم الدراسات الخليجية .
9- قسم الدراسات الشرق الأوسط .
10- قسم البرامج والمنظومات الديمقراطية .
11- قسم الدراسات الدينية والجماعات الإسلامية .
12- قسم الدراسات السودانية وحوض وادى النيل .
13- قسم دراسات المرأة .

## أهداف المركز
يهدف المركز من خلال عمله في انشطته المختلفة إلى تحقيق عددا من الاهداف التي يمكن ان يظهرها على النحو التالى:
- نشر الوعى والبحث العلمى  في مجال العلوم السياسية والقانون وعلوم الاجتماع والاقتصاد والأعلام لدى الجماهير العربية وذلك من خلال مجموعة الدراسات النظرية والمعرفية التي يقوم بها،وتعتبر دراسات مؤسسة يتم من خلالها تقديم الثقافة الديمقراطية الحقيقية ليس من خلال مفاهيمها الغربية ولكن من خلال المفاهيم التي تتناسب مع وضعيتنا الثقافية والاجتماعية والسياسية أيضا.
- نقل صورة واضحة عن مجريات الأحداث الدولية و الإقليمية في صيغة أكاديمة تمكن من  إزالة الضبابية عن المشهد السياسي  من خلال تحليلات عميقة و حيادية.
- تنوير الرأى العام العربى بقضاياه المصيرية وتقديم كافة المعلومات عنها وذلك من خلال اعداد عدد من التقارير الاستراتيجية في مختلف المناحى السياسية والاستراتيجية والاقتصادية والاجتماعية والثقافية،وهى تقارير تعد بطريق محايدة تعرض للمعلومات وتقدم التحليل من خلال الاساليب العلمية المنهجية.
- إصدارات المركز من الدوريّات (مجلات محّكمة)

يقوم المركز من خلال الانشطة البحثية المختلفة التي يجريها باصدار عدد من الاصدارات التي ستعمل على تحقيق أهدافه البحثية ومن أهم هذه الاصدارات ما يلى:
1. المشروعات البحثية التي يمكن تقديمها إلى الجهات الاقتصادية والسياسية من أجل إجراء بحوث متكاملة لتقديم خبرات ونتائج يمكن استخدامها لتطوير وتحديث هذه المؤسسات
2. تقارير دورية عن الأحداث الجارية في المنطقة العربية والعالمية وتقديم تحليل متكامل لهذه الأحداث بغية تفسيرها والتعرف على خلفياتها .
3. تقارير وإصدارات إستراتيجية في الشئون المحلية والعربية والدولية وسيتم تحديد دورية إصدار هذه التقارير ويمكن أن تكون فصلية في البداية تمهيدا لإصدارها بشكل شهرى .
4. الدوريات: يصدر عن المركز عدد من الدوريات التي تحمل طابعاعلميا  أكاديميا إعلاميا سياسيا يتم من خلالها طرح رؤى  الباحثين  و الإعلاميين و الصحافيين  .
5. الكتب والكتيبات المتخصصة .
6. الكتب والبحوث المترجمة من اللغات المختلفة إلى اللغة لعربية .
7. مجلالت علمية دورية محكمة :

- مجلة العلوم السياسية والقانون
- مجلة اتجاهات سياسية
- مجلة الدراسات الإعلامية
- مجلة العلوم الاجتماعية
- المجلة الدولية للدراسات الاقتصادية
- مجلة الدراسات الأفريقية وحوض النيل
- المجلة الدولية للدراسات التربوية والنفسية
- مجلة تنمية الموارد البشرية للدراسات والأبحاث
- مجلة الدراسات الإستراتيجية والعسكرية
- مجلة مدارات إيرانية
- مجلة الدراسات الثقافية واللغوية والفنية
- مجلة القانون الدستوري والعلوم الإدارية
- مجلة قضايا آسيوية
- مجلة قضايا التطرف والجماعات المسلحة
- مجلة الدراسات الإستراتيجية للكوارث وإدارة الفرص
- مجلة القانون الدولي للدراسات البحثية
- مجلة التخطيط العمراني والمجالي
- مجلة المؤتمرات الدولية العلمية
- مجلة مؤشر للدراسات الاستطلاعية
- المجلة العربية لعلم الترجمة
- المجلة الدولية للاجتهاد القضائي
- المجلة الدولية للدراسات الكردية
- Journal of Afro-Asian Studies

## إصدارات المركز من الكتب
يصدر المركز بشكل دوري كتب في شتى المجالات العملية ومن أهم ما اصدر:
- إشكالية الدولة والإسلام السياسي قبل وبعد ثورات الربيع العربي[1]

## المؤتمرات
- المدن الذكية في ظل التغيرات الراهنة (واقع وآفاق)
- الانتخابات العراقية خطوة علي طريق الاستقلال[2]

## أنشطة المركز
ينظم   المركز و يرعى  الأنشطة التي يكون هدفها في النهاية تطبيق وتحقيق الفلسفة التي يقوم عليها المركز وتتضمن هذه الانشطة ما يلى:الندوات وورش العمل والدورات التدريبية والمؤتمرات التي يحرص المركز على أن يكون لها طابع عالمى .